# Eudonia owadai
Eudonia owadai là một loài bướm đêm trong họ Crambidae.